# Martin-Luther-Kirche (Biała)

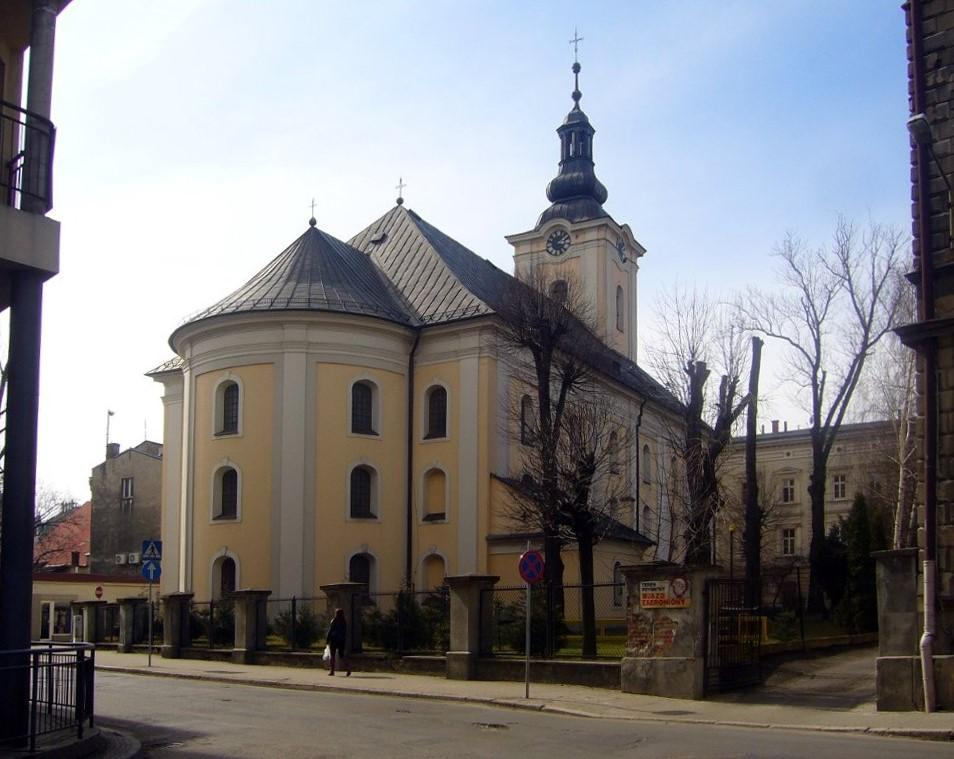
Martin-Luther-Kirche Biała

Die Martin-Luther-Kirche (polnisch: Kościół Marcina Lutra) ist die evangelisch-lutherische Pfarrkirche in Biała, einem Stadtteil von Bielsko-Biała in der Woiwodschaft Schlesien in Polen.

## Geschichte

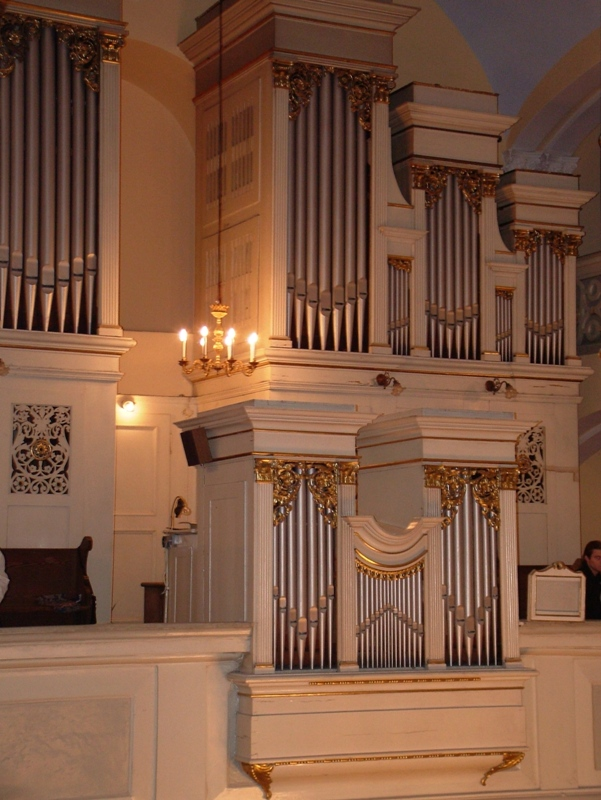
Orgel

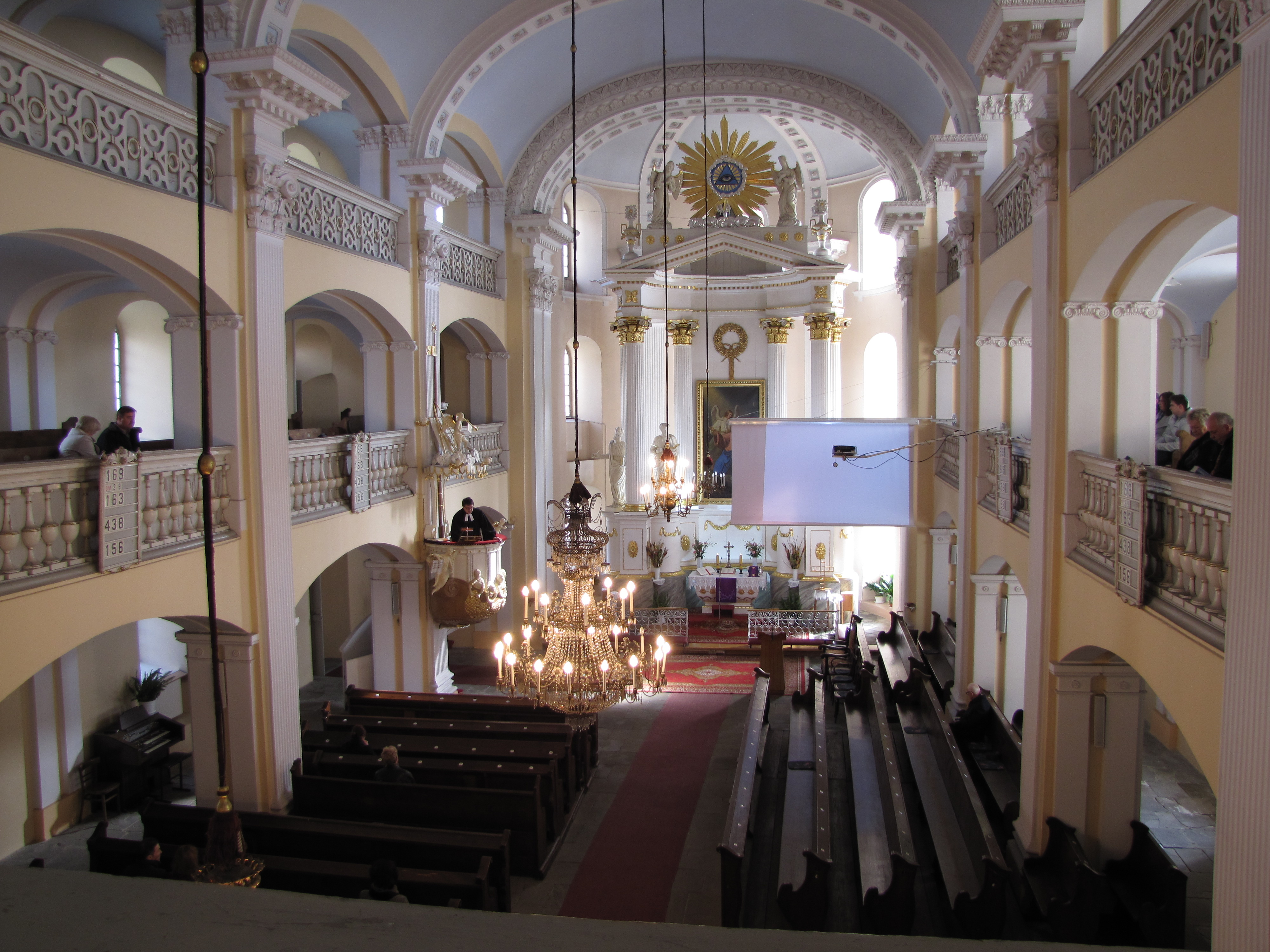
Innenraum

Nach Erlass des Toleranzpatents Josephs II. von 1781 wurde bereits im darauffolgenden Jahr in Biala, das 1772 in der Ersten Teilung Polens an das Habsburgerreich gefallen war, eine evangelische Gemeinde gegründet. Nach Errichtung eines provisorischen Betsaals begann 1792 nach den Plänen des Ingenieurs Breuning aus Myslenitz der Bau einer evangelischen Kirche, die zugleich der erste protestantische Kirchenbau Galiziens sein sollte. 1798 erfolgte die Weihe durch Johann Traugott Bartelmus, den ersten evangelischen Superintendenten für Mähren und Schlesien, dem zunächst auch die Gemeinden in Galizien unterstellt waren. Im Unterschied zu den übrigen Ländern des Habsburgerreichs bestand in Galizien für evangelische Kirchen vor 1850 kein Turmbauverbot, so dass die Martin-Luther-Kirche mit einem integrierten Glockenturm mit spätbarockem Laternenaufsatz ausgestattet werden konnte.
In den Jahren 1832–1835 erfuhr die Kirche einen vollständigen Umbau, bei dem die bisherigen hölzernen Emporen durch doppelgeschossige Emporen ersetzt wurden, deren mit kompositen Pilastern besetzte Pfeiler nun die Wölbung der Kirche trugen. Gleichzeitig erfolgte eine klassizistische Neuausstattung der Kirche, darunter der von Statuen der der vier Evangelisten bekrönte Säulenaltar des Krakauer Bildhauers Joachim Kornecki aus dem Jahr 1835, das Altarblatt mit der Darstellung von Jesus in Gethsemane, das der Wiener Maler Dornhäuser 1837 schuf. Die 1833 entstandene Kanzel zeigt eine Reliefdarstellung von Petri Fischzug. 1848 erhielt die Kirche eine klassizistische Orgel aus der Werkstatt von Karl Kuttler in Troppau.